# ブラック・アンド・ホワイト・アメリカ
『ブラック・アンド・ホワイト・アメリカ』（Black and White America）は、レニー・クラヴィッツが2011年に発表した9作目のスタジオ・アルバム。

## 解説
ロードランナー・レコード/アトランティック・レコード移籍第一弾アルバム。先行シングル「カム・オン・ゲット・イット」はNBAのテーマソングに使用され、クラヴィッツは2011年2月20日のNBAオールスター・ゲームでも、この曲を歌った。収録曲「ルッキング・バック・オン・ラヴ」は、日本のテレビドラマ『QP』のオープニング・テーマに起用された。
母国アメリカでは、Billboard 200で18位に達し、『ビルボード』誌のロック・アルバム・チャートとモダン・ロック／オルタナティヴ・アルバム・チャートではいずれも4位、デジタル・アルバム・チャートでは22位に達した。また、クラヴィッツにとって初めてドイツのアルバム・チャートで1位を獲得した作品である。
ヨーロッパで発売されたコレクターズ・エディション盤や、日本で発売された初回生産限定盤には、6曲入りのDVDが付属している。

## 収録曲
特記なき楽曲は作詞・作曲：レニー・クラヴィッツ。
1. ブラック・アンド・ホワイト・アメリカ / Black and White America - 4:35
  - 作詞：レニー・クラヴィッツ／作曲：レニー・クラヴィッツ、クレイグ・ロス
2. カム・オン・ゲット・イット / Come on Get it - 4:26
  - 作詞：レニー・クラヴィッツ／作曲：レニー・クラヴィッツ、クレイグ・ロス
3. イン・ザ・ブラック / In the Black - 3:25
4. リクウィッド・ジーザス / Liquid Jesus - 3:28
5. ロック・スター・シティー・ライフ / Rock Star City Life - 3:24
  - 作詞：レニー・クラヴィッツ／作曲：レニー・クラヴィッツ、クレイグ・ロス
6. ブンギー・ドロップ / Boongie Drop - 3:49
  - 作詞・作曲：レニー・クラヴィッツ／ラップ詞：ジェイ・Z
  - フィーチャリング：ジェイ・Z & DJミリタリー
7. スタンド / Stand - 3:19
8. スーパーラヴ / Superlove - 3:29
  - 作詞：レニー・クラヴィッツ／作曲：レニー・クラヴィッツ、クレイグ・ロス
9. エヴリシング / Everything - 3:40
10. アイ・キャント・ビー・ウィズアウト・ヤ / I Can't Be Without You - 4:49
11. ルッキング・バック・オン・ラヴ / Looking Back on Love - 5:36
12. ライフ・エイント・エヴァー・ビーン・ベター・ザン・イット・イズ・ナウ / Life Ain't Ever Been Better Than It Is Now - 4:17
13. ザ・フェイス・オヴ・ア・チャイルド / The Faith of a Child - 4:05
14. サンフラワー / Sunflower - 4:15
  - 作詞：レニー・クラヴィッツ／作曲：レニー・クラヴィッツ、スウィズ・ビーツ／ラップ詞：ドレイク
  - フィーチャリング：ドレイク
15. ドリーム / Dream - 5:11
16. プッシュ / Push - 4:23

### 日本通常盤ボーナス・トラック
1. ラヴ・カジノ / Love Casino - 3:51

### 日本初回生産限定盤ボーナス・トラック
1. ブラック・アンド・ホワイト・アメリカ（アコースティック） / Black and White America (Acoustic) - 3:08
  - 作詞：レニー・クラヴィッツ／作曲：レニー・クラヴィッツ、クレイグ・ロス
2. エヴリシング（アコースティック） / Everything (Acoustic) - 3:07
3. ラヴ・カジノ / Love Casino - 3:51

### DVD
1. Black and White America (Acoustic)
2. Everything (Acoustic)
3. Liquid Jesus (Studio Video)
4. I Can't Be Without You (Studio Video)
5. Dream (Studio Video)
6. War (Finding The Groove)

## 参加ミュージシャン
- レニー・クラヴィッツ - ボーカル、ギター、エレクトリックピアノ、ハープシコード、メロトロン、シンセサイザー、ベース、ドラムス、パーカッション、プログラミング
- ジェイ・Z - ラップ(on 6.)
- DJミリタリー - MC(on 6.)
- ドレイク - ラップ(on 14.)
- クレイグ・ロス - ギター
- デヴィッド・バロン - シンセサイザー
- ジョージ・ラクス - キーボード
- ハロルド・トッド - サックス
- オーガスト・ハース - サックス
- Edward Calle - サックス
- マイケル・ハンター - トランペット
- デヴィッド・パルマ - トランペット
- トロンボーン・ショーティ - トロンボーン
- Kurt Nikkanen - ヴァイオリン
- Darrett Adkins - チェロ
- バシリ・ジョンソン - サンバホイッスル
- ディー・ディー・ワイルド - バッキング・ボーカル
- リーサ・リチャーズ - バッキング・ボーカル
- ドナ・アレン - バッキング・ボーカル
- リッキー・ワシントン - バッキング・ボーカル
- ヴィンセント・ブルームフィールド - バッキング・ボーカル